# Rhabdosargus haffara
Rhabdosargus haffara е вид бодлоперка от семейство Sparidae. Видът не е застрашен от изчезване.

## Разпространение и местообитание
Разпространен е в Бахрейн, Джибути, Египет, Еритрея, Йемен, Израел, Йордания, Катар, Обединени арабски емирства, Оман, Саудитска Арабия, Сомалия и Судан. Внесен е на запад в Индийския океан, Средиземно и Черно море.
Обитава океани, морета и рифове. Среща се на дълбочина от 10 до 61 m.

## Описание
На дължина достигат до 35 cm.